# Boarmia intrusilinea
Boarmia intrusilinea is een vlinder uit de familie van de spanners (Geometridae). De wetenschappelijke naam van de soort is voor het eerst geldig gepubliceerd in 1915 door Louis Beethoven Prout.